# Dale Spalding
Dale Spalding (Downey, California, 16 de abril de 1949) es un cantante, armonicista, guitarrista y bajista estadounidense, principalmente conocido por sus colaboraciones con Poncho Sánchez y Canned Heat.

## Biografía
Dale Spalding crece en una familia de cuatro niñas en Downey, en California. Durante su adolescencia, se interesa por la armónica después de que un amigo le haga escuchar un álbum de Paul Butterfield. Aprende igualmente a tocar la guitarra. Se apasiona por el rhythm and blues de Nueva Orleans, el Big Band Swing y la Invasión británica. También se interesa por las leyendas del blues tales como Muddy Waters, B. B. King, Charlie Musselwhite, Sonny Terry & Brownie McGee, Little Walter, Sonny Boy Williamson, James Cotton, Jr. Wells, John Lee Hooker, Canned Heat, Taj Mahal y George «Harmónica» Smith. Spalding acompaña numerosos músicos famosos que trabajan en Los Ángeles, tales como The Ashgrove y The Golden Bear.
En 1969, Spalding se muda a San Francisco, donde toca en clubes y estudia la armónica con el bluesman Sonny Terry. Sonny Terry presenta Spalding a sus amigos, tales como Brownie McGhee, Willie Dixon, Johnny Shines, Lafayette Leake y Big Walter «Shakey» Horton.
Spalding forma luego un dúo con Duke Burrell, pianista de Louis Jordan. Duke descubre el talento de vocalista de Spalding y lo anima a cantar más. Los dos músicos tocan juntos durante diez años, durante los cuales Duke aprende una serie de clásicos y baladas jazz.
Tras el fallecimiento de Duke Burrell al principio de los años 1990, Spalding regresa a Los Ángeles, donde forma The Dale Spalding Band con el bajista Tom Gargano, su viejo amigo. The Dale Spalding Band da regularmente conciertos a Los Ángeles y mejilla con varios músicos, tales como el baterista James Gadson, el saxofonista Lon Price y el pianista Bruce «Funky Mal» Malament,.
En 2000, el conguero mexicano Poncho Sánchez descubre The Dale Spalding Band. Spalding y Poncho se hacen amigos y comienzan a colaborar. Van juntos varias veces de gira por Estados Unidos y Europa. Dale Spalding trabaja con Poncho Sánchez sobre Latín Spirits y toca también la armónica sobre la canción MaryAnn de 2003.
En el 2005, Spalding se muda a Nueva Orleans, la tierra de muchas de sus influencias musicales. Toca con la banda de roots rock The Iguanas y con muchos músicos locales. Por culpa del huracán Katrina, Spalding tiene que mudar de nuevo y se va a Austin en Texas, donde sigue viviendo y toca en solitario y con la banda del desempeña como solista y con The Little Elmore Reed Blues Band. En el 2007, su carrera toma un nuevo rumbo: conoce a Fito de la Parra, el baterista de Canned Heat. Tras varios conciertos juntos, Fito le propone unirse a Canned Heat. Desde entonces, Dale da conciertos en todo el mundo. Dale sigue tocando en solitario y, de vez en cuando, con Poncho Sánchez.
Dale Spalding también grabó y/o tocó con Dave Alvin, James Cotton, Marcia Ball, Ruthie Foster, Papa Malí, Otis Rush, Pinetop Perkins y Redd Volkaert.

## Discografía

### En solo
- One by one (2008)[3]

### Con Poncho Sánchez
- Latin Spirits (2001)[3]

### Con Ruthie Foster
- The Phenomenal Ruthie Foster (2007)[3]

### Con Robert Kyle
- Blue Winds (2000)[3][4]

### Con Canned Heat
- Songs From The Road (2015)[5]